# Jurij Karlovič Oleša

Firma di Jurij Oleša

Jurij Karlovič Oleša (in russo Ю́рий Ка́рлович Оле́ша?; Elisavetgrad, 3 marzo 1899 – Mosca, 10 maggio 1960) è stato uno scrittore e drammaturgo sovietico.

## Biografia

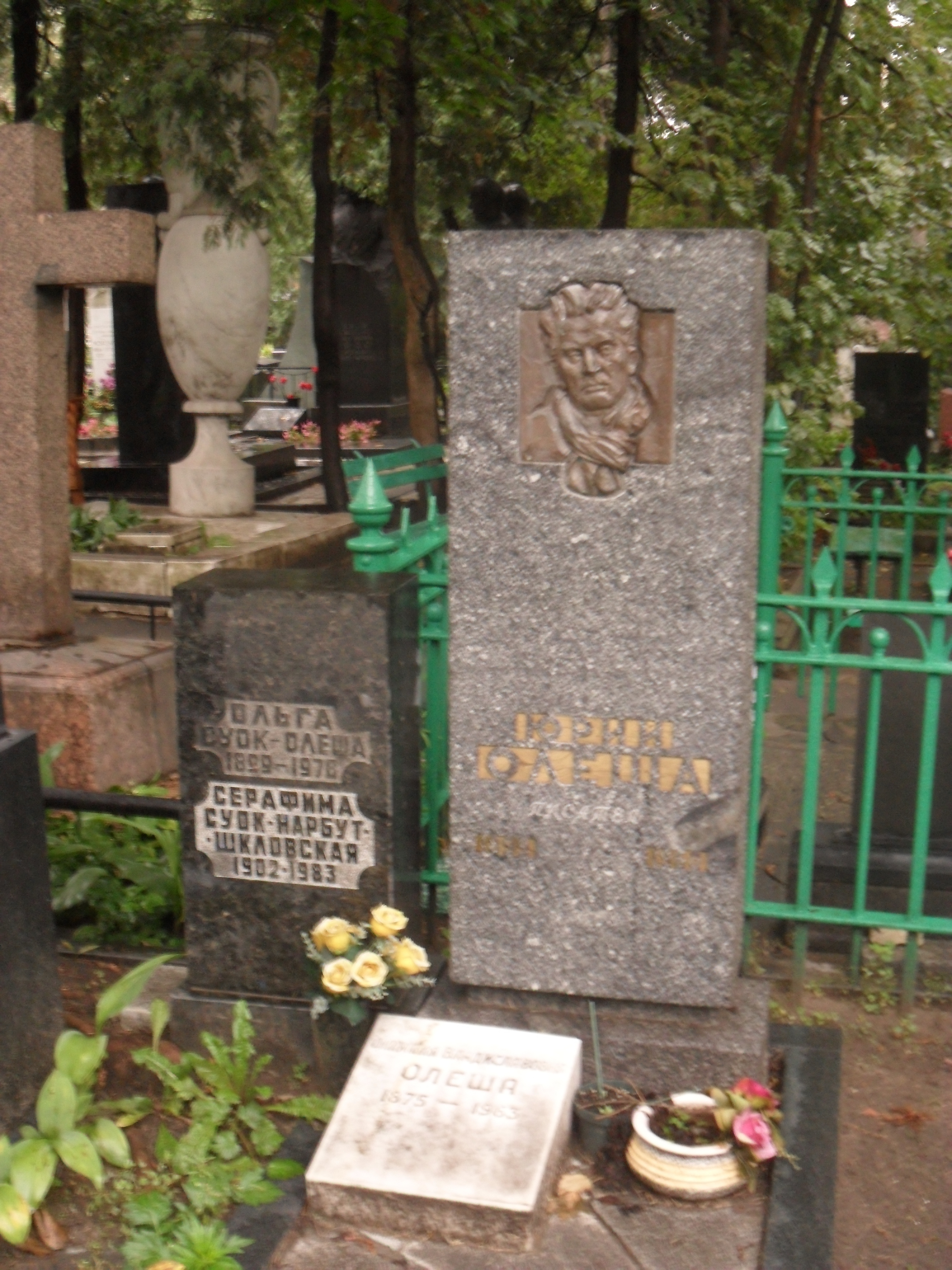
Tomba di Jurij Oleša nel cimitero di Novodevičij; a sinistra, la sepoltura delle sorelle Ol’ga e Serafima Suok

Jurij Oleša era figlio di un nobile polacco impoverito. Dal 1902 visse a Odessa, completò gli studi in un ginnasio locale nel 1917 e studiò giurisprudenza per due anni all'Università di Novorossija (Odessa). All'università strinse amicizia con Valentin Kataev, Ėduard Bagrickij e Il'ja Il'f con i quali costituì il circolo chiamato "Collettivo dei poeti". Nel 1919 si arruolò nell'Armata Rossa come volontario, prestando servizio come telefonista in una batteria di artiglieria navale del Mar Nero. Jurij Oleša si innamorò di Serafima Gustavovna Suok, ma sposò poi Ol'ga, la sorella di Serafima. Serafima sposerà dapprima il poeta Vladimir Ivanovič Narbut e successivamente lo scrittore e teorico del formalismo Viktor Šklovskij. La terza delle sorelle Suok, Lidija Gustavovna, fu moglie del poeta Ėduard Bagrickij. Queste vicende entrarono nel romanzo a chiave La mia corona di diamanti di Valentin Kataev.
Le prime poesie di Jurij Oleša risalgono al 1916. Scrisse poesie di propaganda comunista a Odessa (1921), Kharkov (1922) e Mosca (1923). A Mosca scrisse corsivi in versi, che lo resero assai popolare, per il quotidiano del sindacato dei ferrovieri "Gudok" (Il fischietto) firmandoli con lo pseudonimo di "Zubilo" (Scalpello). Collaboravano a "Gudok" anche Bulgakov e Petrov.
Nel 1927 apparve sulla rivista Krasnaâ nov' il suo romanzo Invidia (Zavist'), suscitando non poche polemiche nei confronti dell'establishment sovietico.. Le tematiche affrontate in Invidia spaziano nello scontro fra la civiltà meccanizzata e quella di massa, da lui tratteggiata con forti connotazioni negative e con un linguaggio che si riallaccia al cubofuturismo. Invidia fu seguita dalla pubblicazione del romanzo per bambini I tre grassoni (Tri Tolstâka) nel 1928, quattro anni dopo la sua composizione originale. Nel 1929 e nel 1930 adattò i suoi romanzi per il teatro: Invidia fu ribattezzata La congiura dei sentimenti (Zagovor čuvstv). Da questo momento, fino al 1932, scrisse diversi racconti molto apprezzati e, nel 1931, un'opera teatrale intitolata Elenco delle benedizioni (Spisok blagodeânij. Scrivendo in uno stile espressionista, la prosa di Oleša differiva radicalmente dalla scuola del realismo socialista. Fu pertanto attaccato dalla potente "ultrarivoluzionaria" Associazione russa degli scrittori proletari (RAPP): Oleša cadde in disgrazia e, a partire dagli anni trenta ha pubblicato poco di importante, tranne alcune traduzioni e sceneggiature cinematografiche. Per Arkadij Belinkov, il critico dissidente che scrisse una imponente biografia su di lui, la vicenda di Jurij Oleša è paradigmatica della decadenza dell'intellighenzia russa dopo la rivoluzione.
Durante la seconda guerra mondiale, Oleša fu evacuato con lo studio cinematografico di Odessa ad Akbugdaý, nel Turkmenistan, dove lavorò nel giornali e alla radio e tradusse dal turkmeno al russo. Dal 1945 in poi, ha trascorso una miserabile esistenza a Mosca senza un permesso di soggiorno. Dopo il XX Congresso del Partito Comunista dell'Unione Sovietica, Oleša, di cui non si poteva scrivere nulla tra il 1941 e il 1956, fu autorizzato a tornare sulla scena letteraria. Morì a Mosca nel 1960 e fu sepolto nel cimitero di Novodevičij. Nel 1965 fu pubblicata postuma a cura di Viktor Šklovskij l'opera autobiografica Nessun giorno senza una riga (Ni dnâ bez stročki) a partire da frammenti pubblicati anch'essi postumi a partire dal 1961.

## Opere
Versi
- in russo Агасфер?, Agasfer (1920)
- in russo Беатриче?, Beatriče (1920)

Romanzi
- in russo Три Толстяка?, Tri Tolstâka (1924)
  -  Il castello della paura, traduzione di Giovanna Carullo, illustrazioni di Flora Capponi, Roma, Edizioni di cultura sociale, 1953.
  -  I tre grassoni, in Invidia; I tre grassoni, traduzione di Clara Coïsson, Torino, Einaudi, 1969,  pp. 147-263.
  -  I tre grassoni, traduzione di Sergio Leone, illustrazioni di Karel Thole, Milano, Il Saggiatore, 1969.
  -  I tre grassoni, traduzione di Tonino Conte, illustrazioni di Emanuele Luzzati, Roma, Editori riuniti, 1993.
  -  I tre grassoni, traduzione di Sergio Leone, Firenze, A. Salani, 1996.
- in russo Зависть?, Zavist’ (1927)
  -  Invidia : romanzo, traduzione di Vera Stanic, Roma, Documento, 1944.
  -  L'invidia : romanzo, traduzione di Gino Zuffellato, Milano, Editoriale italiana, 1945.
  -  L'invidia, traduzione di D. D. Di Sarra, Roma, Casini, 1952.
  -  Invidia, in Invidia; I tre grassoni, traduzione di Giulio Dacosta, Torino, Einaudi, 1969,  pp. 9-146.
  -  L'invidia, Roma, Curcio, 1979.
  -  Invidia, traduzione di Daniela Liberti, Milano, Carbonio, 2018.
- in russo Нищий?, Niŝij (1929)

Racconti
- in russo Лиомпа?, Liompa (1926)
- in russo Человеческий материал?, Čelovečeskij material (1928)
- in russo В цирке?, V cirke (1928)
- in russo Я смотрю в прошлое?, Â smotrû v prošloe (1928)
- in russo Пророк?, Prorok (1928)
- in russo Любовь?, Lûbov’ (1929)
- in russo Цепь?, Cep’ (1929)
- in russo Вишневая косточка?, Višnevaâ kostočka (1929)
  -  Il nocciolo di ciliegia, Prefazione di Carla Solivetti, Roma, Lucarini, 1989.
- in russo Записки писателя?, Zapiski pisatelâ (1930)
- in russo Альдебаран?, Al’debaran (1931)

Opere teatrali
- in russo Игра в плаху?, Igra v plahu (1920)
- in russo Заговор чувств?, Zagovor čuvstv (dal romanzo Invidia di Jurij Oleša, 1929)
  -  La congiura dei sentimenti, traduzione di Milly Martinelli, riduzione di Franco Parenti, Verona, Antëditore, 1976.
- in russo Три толстяка?, Tri tolstâka (dal romanzo I tre grassoni di Jurij Oleša, 1929)
- in russo Список благодеяний?, Spisok blagodeânij (1930)
- in russo Смерть Занда?, Smert’ Zanda (1929-1930)
- in russo Смерть Занда?, Smert’ Zanda (1931-1934)
- in russo Бильбао?, Bil’bao (1937-1938)
- in russo Чёрная бутылка?, Čërnaâ butylka (dal romanzo I figli del capitano Grant di Jules Verne, 1946)
- in russo Идиот?, Idiot (dal romanzo L'idiota di Fëdor Dostoevskij, 1958)
- in russo Цветы запоздалые?, Cvety zapozdalye (dal racconto Fiori tardivi di Anton Čechov, 1959)
- in russo Гранатовый браслет?, Granatovyj braslet (dal racconto Il braccialetto di granati di Aleksandr Ivanovič Kuprin, 1959)

Scritti autobiografici
- in russo Ни дня без строчки?, Ni dnâ bez stročki (1965, postumo, a cura di Viktor Šklovskij[14])
  -  Non un giorno senza una riga di Jurij Karlovic Olescia, in L'Europa letteraria : rivista bimestrale, traduzione dal russo e nota introduttiva di Giorgio Maria Nicolai, vol. 1, n. 2, febbraio 1960,  pp. 33-37, SBN SBS0010114.
  -  Nessun giorno senza una riga, traduzione di Costantino Di Paola, prefazione di Viktor Sklovskij, Milano, Garzanti, 1981..

Sceneggiature cinematografiche
- in russo Рассказ об одном поцелуе?, Rasskaz ob odnom pocelue(1918)
- in russo Строгий юноша?, Strogij junoša (1934)
- in russo Кардинальные вопросы?, Kardinal’nye voprosy (1935)
- in russo Солдаты болот?, Soldaty bolot (1938)
- in russo Ошибка инженера Кочина?, Ošibka inženera Kočina (1939)
- in russo Двадцатилетие советской кинематографии?, Dvadcatiletie sovetskoj kinematografii (1940)
- in russo Маяк?, Maâk (1942)
- in russo Девочка и цирк?, Devočka i cirk (1949)
- in russo Огонь?, Ogon’ (1950)
- in russo Сказка о мёртвой царевне и о семи богатырях?, Skazka o mërtvoj carevne i o semi bogatyrâh (1951)
- in russo Море зовёт?, More zovët (1959)
- in russo Три толстяка?, Tri tolstâka (1959)